# Greenville (South Carolina)
Greenville ist eine Stadt im nordwestlichen South Carolina und Verwaltungssitz des gleichnamigen Countys. Das U.S. Census Bureau hat bei der Volkszählung 2020 eine Einwohnerzahl von 70.720 ermittelt. Greenville hat eine Fläche von 67,7 km² und liegt auf 307 m Höhe auf dem Piedmont Plateau.
Die sogenannte Greenville-Spartanburg-Anderson Combined Statistical Area im Nordwesten South Carolinas, bestehend aus 9 Countys mit insgesamt ca. 1,5 Millionen Einwohnern, ist auch als Upstate bekannt. Der Name spielt an auf die gegenüber dem übrigen Bundesstaat erhöhte Lage der Region an den Ausläufern der Appalachen.

## Geschichte
Um 1770 gründete hier der von Indianern abstammende Händler Richard Pearis eine große Plantage mit einem Sägewerk auf Land, das er den Cherokees abgekauft hatte. Im amerikanischen Unabhängigkeitskrieg kämpfte er mit den Cherokees auf Seiten der Engländer. Nach ihrer Niederlage wurde das Land unter den patriotischen Soldaten aufgeteilt, der Ort wurde 1797 Pleasantburg genannt und erhielt 1831 seinen heutigen Namen nach dem General der nordamerikanischen Truppen Nathanael Greene. Nach 1815 wurden die ersten Schulen, Kirchen und Fabriken gegründet. 1853 wurde Greenville ans Bahnnetz angeschlossen. Den amerikanischen Bürgerkrieg überstand Greenville als Rückzugsort der Sezessionisten relativ glimpflich. 1869 wurde der Ort mit damals 2757 Einwohnern zur Stadt ernannt.
Zwischen 1895 und der Zeit nach dem Ersten Weltkrieg erlebte Greenville eine Blütezeit der Textilindustrie durch die Verarbeitung der Baumwolle aus der Umgebung, verbunden mit einem großen Bevölkerungszustrom und einem Bauboom. Mitte der 1920er-Jahre hatte Greenville 50.000 Einwohner. Die Invasion des Baumwollkapselkäfers löste 1926 eine große wirtschaftliche Krise der Baumwollspinnereien aus.
In den 1950er- und 1960er-Jahren wurden die Baumwollfabriken geschlossen; ein Dienstleistungs- und Spekulationsboom mit Immobilien setzte ein, der jedoch immer wieder zu Rückschlägen führte.

## Kultur und Sehenswürdigkeiten

### Parks
Im Stadtgebiet befinden sich der Herdklotz Park und der Falls Park on the Reedy.

### Sport
Greenville besitzt die Bon Secours Wellness Arena, eine Mehrzweckhalle, die aktuell das Heimstadion der Eishockeymannschaft Greenville Swamp Rabbits ist.

## Wirtschaft und Infrastruktur
Hauptwirtschaftszweig von Greenville ist heute die Automobilindustrie. Derzeit entsteht in Greenville das International Center for Automotive Research (ICAR). Daran beteiligt sind die nahe gelegene Clemson University, die BMW Group, IBM, Microsoft, Michelin, die Society of Automotive Engineers (SAE), Sun Microsystems und Timken.
Der Automobilhersteller BMW betreibt sein einziges Automobilwerk in Nordamerika etwa auf halber Strecke der Interstate 85 zwischen Greenville und dem etwa 50 Kilometer entfernten Spartanburg. Das BMW-Werk liegt im Spartanburg County. 
Mit Ansiedlung der Automobilindustrie und der daraus erhöhten Einnahmen der Stadt wurde auch insbesondere die Innenstadt immer weiter aufgewertet. Ein Park, zahlreiche Bars und Restaurants lassen sie im Gegensatz zu anderen Innenstädten der gleichen Größe außerordentlich europäisch wirken. Daran hat auch das jährlich stattfindende 3-tägige Straßenfest im Herbst („Greenville Fall“) einen großen Anteil.

### Verkehr
Mit dem Greenville-Spartanburg International Airport verfügt die Region außerdem über einen bedeutenden Regionalflughafen.
Greenville liegt etwa auf halber Strecke zwischen den Städten Atlanta (Georgia) und Charlotte (North Carolina) an der Interstate I-85. Die Stadt ist weiterhin an die I-185 und die I-385 angeschlossen. 
Durch Greenville verlaufen die U.S. Highway 25, U.S. Highway 29, U.S. Highway 123 und U.S. Highway 276.
Greenville liegt an Bahnstrecken der Norfolk Southern Railway, CSX Transportation und Carolina Piedmont Railroad, die im Güterverkehr genutzt werden. Auf den Gleisen der Norfolk Southern bietet zudem Amtrak mit dem Crescent eine tägliche Personenzugverbindung zwischen New York City, Washington, D.C. und New Orleans mit Zwischenhalt in Greenville an.

## Bildung
An der 1826 gegründeten Furman University erhalten knapp 3000 Studenten Unterricht. 
1927 wurde durch den methodistischen Evangelisten Bob Jones (1883–1968) das Bob Jones College gegründet, das 1947 in Bob Jones University umgewandelt wurde. Sie bietet Studiengänge in Theologie, Naturwissenschaft und Technik, Kommunikation, Wirtschaft, Erziehung und Gesundheit an. Im Jahr 2023 hatte sie 2477 Studenten, der Campus umfasste 225 Acres.
Es gibt auch ein traditionsreiches College der Southern Baptist Convention.

## Trivia
Die Gesellschaft Greenvilles in den 1950er-Jahren bildet den Hintergrund für den semi-autobiographischen Roman von Dorothy Allison, Bastard Out of Carolina, in dem eine junge Ich-Erzählerin von der Verachtung der Mittelschichten für den „White Trash“ berichtet, von der sie stärker betroffen ist als von der Armut.
Greenville war Anfang 2007 einer der Drehorte für den Hollywood-Film Ein verlockendes Spiel (im Original: Leatherheads) mit George Clooney, John Krasinski und Renée Zellweger in den Hauptrollen.

## Söhne und Töchter der Stadt
- Hugh McVay (1766–1851), Politiker
- Daniel Dunklin (1790–1844), Politiker
- Jesse Franklin Cleveland (1804–1841), Politiker
- Robert Bullock (1828–1905), Politiker, Bezirksrichter und Brigadegeneral
- William Blassingame (1836–1881), Politiker
- William H. Perry (1839–1902), Politiker
- William Mauldin (1845–1912), Politiker
- Joseph H. Earle (1847–1897), Politiker
- John B. Watson (1878–1958), Psychologe, Gründer der Schule des Behaviorismus
- William Rose (1887–1985), Chemiker und Ernährungswissenschaftler, Hochschullehrer
- Earle K. Plyler (1897–1976), Physiker, Pionier der Infrarotspektroskopie und Molekülspektroskopie
- Roger C. Peace (1899–1968), Politiker
- Hugh Prince (1906–1960), Filmkomponist und Liedtexter
- Anna Hill Johnstone (1913–1992), Kostümbildnerin
- Josh White (1914–1969), schwarzer Folk-, Spiritual- und Bluesgitarrist und Sänger
- Charles Hard Townes (1915–2015), Physiker und Nobelpreisträger
- Cat Anderson (1916–1981), Jazz-Trompeter
- Sarah Cunningham (1918–1986), Schauspielerin
- James Robert Mann (1920–2010), Politiker
- Emmett Williams (1925–2007), Dichter, Performance-Künstler und Mitbegründer der Fluxusbewegung
- Rudolf Anderson (1927–1962), Pilot und Offizier der US Air Force
- Alma Hayden (1927–1967), Chemikerin
- Nick Theodore (* 1928), Politiker
- Grady Chapman (1929–2011), Leadsänger der Doo-Wop-Gruppe The Robins
- Fred Crane (1930–1985), Jazzmusiker
- Esquerita (1935–1986), Musiker
- Bo Hopkins (1938–2022), Schauspieler
- Carroll Ashmore Campbell junior (1940–2005), Politiker
- Jesse Jackson (* 1941), Politiker, Bürgerrechtler und Baptistenpastor
- John Casper (* 1943), Astronaut
- John Michael McConnell (* 1943), Vice Admiral und US-Regierungsbeamter
- Patty Shepard (1945–2013), Schauspielerin
- Dorothy Allison (1949–2024), Autorin
- Ann Sexton (1947–2025), Soulsängerin
- Peabo Bryson (* 1951), Sänger
- Judith Chapman (* 1951), Schauspielerin
- Jim DeMint (* 1951), Politiker
- Thomas S. James junior (* 1963), Generalleutnant der United States Army
- Karl Sanders (* 1963), Gitarrist und Sänger, Mitglied der Death-Metal-Band Nile
- Trey Gowdy (* 1964), Politiker
- Jesse Jackson junior (* 1965), Politiker
- Jeff Duncan (* 1966), Politiker
- Willie Anderson (* 1967), Basketballspieler
- James Trapp (* 1969), Sprinter und American-Football-Spieler
- Edwin McCain (* 1970), Musiker
- Jesse Hughes (* 1972), Musiker und Frontmann der Band Eagles of Death Metal
- Michael Dickerson (* 1975), Basketballspieler
- Brad Stevens (* 1976), Basketballtrainer und -funktionär
- Lucas Glover (* 1979), Profigolfer
- Jason Hammel (* 1982), Baseballspieler
- Nikki Lane (* 1983), Singer-Songwriterin und Country-Sängerin
- Jaimie Alexander (* 1984), Schauspielerin
- William Timmons (* 1984), Anwalt, Unternehmer und Politiker
- Gary Owens (* 1986), Baseballspieler
- Sean Weatherspoon (* 1987), American-Football-Spieler
- Capers Williamson (* 1992), Speerwerfer
- D. J. Jones (* 1995), American-Football-Spieler
- Marcus King (* 1996), Sänger und Gitarrist
- Nicolas Claxton (* 1999), Basketballspieler

## Namensvarianten
Die Stadt besitzt einige Bezeichnungsvarianten:
- Greenville City[7]
- Greenville Court House[8]
- Greenville Courthouse[9]
- Pleasantburg[10]
- Pleasantville[11]

## Partnerstädte
- Bergamo, Italien
- Kortrijk, Belgien
- Tianjin, Volksrepublik China